# Caernarvon (contea di Berks)
Caernarvon  è una township degli Stati Uniti d'America, nella contea di Berks nello Stato della Pennsylvania. Secondo il censimento del 2000 la popolazione è di 2.312 abitanti.

## Società

### Evoluzione demografica
La composizione etnica vede una maggioranza della razza bianca (97,79%), seguita da quella asiatica (0,78%) dati del 2000.
| township di Caernarvon Popolazione |       |
| 2000                               | 2.312 |
| Stima al 2009                      | 3.487 |